# Ed Llewellyn
Pour l’article homonyme, voir Edward Llewellyn.
Edward David Gerard Llewellyn, baron Llewellyn de Steep à vie (parfois connu Sir Ed Llewellyn, né le 23 septembre 1965), est l'ambassadeur britannique à Paris de 2016 à 2021.

## Biographie

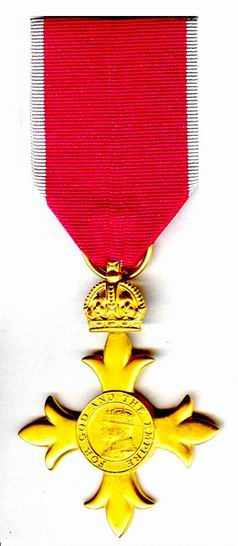
Insigne des OBE

Ancien élève du collège d'Eton, il est conseiller spécial du premier ministre David Cameron et chef d'état-major au nº 10 Downing Street de 2010 à 2016.
Marié avec Dr Anne Charbord, une Française, et père de trois enfants, il est nommé ambassadeur du Royaume-Uni en France en septembre 2016. Le baron Llewellyn entre en fonction le 9 novembre 2016. En août 2021, Menna Rawlings lui succède.